# Gói ứng dụng Mozilla
Gói ứng dụng Mozilla (ban đầu là Mozilla, được quảng cáo với tên Mozilla Suite, và có tên mã Seamonkey) là một gói Internet được tích hợp đa nền. Việc phát triển nó ban đầu được tiến hành bởi Tập đoàn Truyền thông Netscape, trước khi họ được AOL mua lại. Nó dựa trên mã nguồn của Netscape Communicator. Việc phát triển sau đó được dẫn đầu bởi Tổ chức Mozilla từ 1998 đến 2003, và Quỹ Mozilla từ năm 2003.
Mozilla Suite bao gồm vài chương trình chính: Navigator (một trình duyệt web), Communicator (Mozilla Thư & Tin tức), một công cụ phát triển trang web (Mozilla Composer), một trình chat IRC (ChatZilla) và một danh bạ điện tử. Cũng bao gồm các công cụ đồng bộ chương trình với thiết bị Palm Pilot, và vài phần mở rộng cho việc phát triển Web nâng cao như DOM Inspector và Venkman (một trình soát lỗi JavaScript).
Phiên bản 6 và 7 của Netscape dựa trên Mozilla Suite. Phiên bản cuối cùng là 1.7.13, vì Quỹ Mozilla tập trung cho việc phát triển của Firefox và Thunderbird. Gói ứng dụng này cũng đã được thay thế bởi SeaMonkey, một gói Internet được phát triển bởi cộng đồng dựa trên cùng mã nguồn. Gói Ứng dụng Mozilla hiện hữu theo điều khoản của bộ ba giấy phép của dự án Mozilla, cũng như phần mềm mã nguồn mở tự do.